# Supersonic Acrobatic Rocket-Powered Battle-Cars
Supersonic Acrobatic Rocket-Powered Battle-Cars è un videogioco sportivo del 2008, sviluppato da Psyonix Studios e pubblicato da Sony Computer Entertainment in esclusiva per PlayStation 3. 
Il gioco è stato pubblicato il 9 ottobre 2008 in Nord America, mentre in Europa è uscito il 12 febbraio 2009.

## Modalità di gioco
Lo scopo del gioco, simile al calcio, è quello di mandare un pallone nella porta della squadra avversaria con delle macchine telecomandate. La squadra che ha realizzato più gol entro cinque minuti vince la partita (in caso di parità si va al golden goal). Gli incontri variano dagli 1vs1 ai 4vs4.
Nel gioco sono presenti due modalità in single-player e gli scontri singoli online. È possibile giocare fino a quattro giocatori contemporaneamente sulla stessa console in split-screen o in modalità online.

## Mappe e vetture
Al lancio del gioco erano presenti soltanto quattro mappe (Urbano, Devastazione, Utopia e Cosmico), ma nell'agosto del 2009 ne sono state aggiunte altre due (Galeone e Stadio).

Grazie al completamento di alcuni minigiochi è possibile sbloccare altre sei vetture, oltre a quella principale.

## Sequel
Nel marzo del 2011 Psyonix Studios ha annunciato di essere al lavoro per un sequel del gioco. Nel febbraio del 2014 è stato confermato che il sequel, dal titolo Rocket League, sarebbe uscito nell'estate del 2015.